# Lichères-près-Aigremont
Lichères-près-Aigremont is een gemeente in het Franse departement Yonne (regio Bourgogne-Franche-Comté) en telt 174 inwoners (2005). De plaats maakt deel uit van het arrondissement Auxerre.

## Geografie
De oppervlakte van Lichères-près-Aigremont bedraagt 16,1 km², de bevolkingsdichtheid is 10,8 inwoners per km².
De onderstaande kaart toont de ligging van Lichères-près-Aigremont met de belangrijkste infrastructuur en aangrenzende gemeenten.

## Demografie
Onderstaande figuur toont het verloop van het inwonertal (bron: INSEE-tellingen).